# Remparts de Montfort-sur-Meu
Les remparts de Montfort-sur-Meu et le château, sont des édifices anciens de la commune de Montfort-sur-Meu, dans le département  français d’Ille-et-Vilaine en région Bretagne.

## Localisation
Les remparts entouraient le bourg de Montfort-sur-Meu, à l'ouest du département d'Ille-et-Vilaine.
Les vestiges actuels sont principalement situés au nord dans le prolongement de la tour du Papegault, le long du Garun, et le long du parking de la rue des douves, le long du Meu.

## Historique
Les remparts avaient été reconstruits entre 1440 et 1480. Ils étaient percés de 3 portes : 
- porte Saint-Jean ou du Boulevard ;

- porte de Coulon ou porte Blanche sur le Meu, qui servait au Moyen Âge de corps de garde ;

- porte Saint-Nicolas ou de l'Horloge, qui datait de 1380[1].

Ils comportaient plusieurs tours de défenses : 
- tour du Pas-d'âne, dont on voit encore la base près du Meu ;
- tour du Capitaine ;

- tour de Guitté, au confluent des deux cours d'eau ;

- tour Beurrouse, en face des jardins du prieuré de Saint-Nicolas, près du Garun ;

- tour à 25 mètres environ à l'ouest de la porte Saint-Nicolas ;

- donjon ou tour du Papegault[1].

Il n'en subsiste que des vestiges. La porte Saint-Nicolas fut  la dernière porte de la ville, détruite, en 1897, sous le prétexte qu'elle empêchait la circulation entre la rue de l'Horloge et la rue Saint-Nicolas. Cette tour-porte était constituée d'un beffroi avec horloges sur les deux faces. 
La tour du Papegault est l’élément le mieux conservé du château-fort. Elle fut probablement construite par Raoul VIII à la fin du XIVe siècle et achevée au cours du siècle suivant. Il reste également des vestiges du châtelet d'accès au château-fort. 
A la Révolution, le château est déclaré bien national. La tour est cédée au département et transformée en prison en 1819. Afin de s’adapter à sa nouvelle fonction, elle subit des nombreux aménagements : des bâtiments annexes et des hauts murs sont construits pour délimiter la cour carcérale.
Acquise par la ville en 1979, les travaux de transformation et de restauration sont menés dans les années 1980-1990. La tour, ainsi que l’ensemble des remparts subsistants, ont été portés à l’Inventaire supplémentaire des Monuments Historiques en 1926.

## Localisation
2 Rue du Château, 35160 Montfort-sur-Meu, France
Les vestiges sont doublement inscrit au titre des monuments historiques depuis le 15 décembre 1926, une fois pour les parties appartenant au département et une fois pour les parties privées,,.